# محاولة انقلاب 1977 في بنين
كانت محاولة الانقلاب في بنين 1977 أو عملية الجمبري (بالفرنسية: Opération Crevette)‏ محاولة انقلاب فاشلة من قبل فريق من المرتزقة بقيادة فرنسا للإطاحة بحكومة جمهورية بنين الشعبية التي كان يقودها ماثيو كيريكو الذي كان حزبه الشيوعي، الحزب الثوري الشعبي البنيني (PRPB)، الحزب السياسي الوحيد المسموح به في البلاد. وقع الانقلاب في 17 يناير 1977 وشمل غزوًا فاشلاً لميناء كوتونو من قبل مرتزقة تعاقدت معهم مجموعة من المنافسين السياسيين المنفيين من بنين.
كان بوب دينار زعيم مجموعة المرتزقة، وقد نفى جاك فوكارت معرفته بمحاولة الانقلاب بعد فشلها، إلا أنه أدرك أنها كانت مدعومة من قبل غناسينغبي إياديما (توغو) وفيليكس أوفوي بوانيي (ساحل العاج) وعمر بونغو (الغابون) والحسن الثاني (المغرب)، وجميعهم حلفاء لفرنسا.
هذا الانقلاب هو واحد من بين عدة انقلابات ضد كيريكو الذي نجا من محاولات عديدة للإطاحة به، بما في ذلك محاولتان انقلابيتان في عام 1988.